# ICD-10

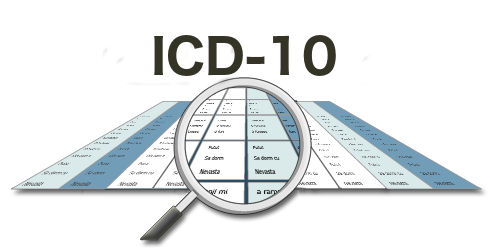

ICD-10은 질병 및 관련 건강 문제의 국제 통계 분류(ICD) 10차 개정판으로, 세계 보건 기구에서 질병과 증상 등을 분류해 놓은 것이다. 다음은 ICD-10 질병의 코드이다.

## 목록
| 챕터  | 구간    | 제목                                                                    |
| ----- | ------- | ----------------------------------------------------------------------- |
| I     | A00-B99 | 특정 전염병 및 기생충병                                                 |
| II    | C00-D48 | 종양                                                                    |
| III   | D50-D89 | 혈액과 조혈 기관의 질병 및 면역 체계 관련 특정 장애                     |
| IV    | E00-E90 | 내분비, 영양 및 대사 질병                                               |
| V     | F00-F99 | 정신 및 행동 장애                                                       |
| VI    | G00-G99 | 신경 계통의 질병                                                        |
| VII   | H00-H59 | 눈과 부속기의 질병                                                      |
| VIII  | H60-H95 | 귀와 유양돌기의 질병                                                    |
| IX    | I00-I99 | 순환 계통의 질병                                                        |
| X     | J00-J99 | 호흡 계통의 질병                                                        |
| XI    | K00-K93 | 소화 계통의 질병                                                        |
| XII   | L00-L99 | 피부와 피하 조직의 질병                                                 |
| XIII  | M00-M99 | 근육 계통과 연결 조직의 질병                                            |
| XIV   | N00-N99 | 비뇨생식 계통의 질병                                                    |
| XV    | O00-O99 | 임신, 출산 및 산욕                                                      |
| XVI   | P00-P96 | 출생전후기에 발생하는 특정 상태                                         |
| XVII  | Q00-Q99 | 선천성 기형, 변형 및 염색체의 이상                                      |
| XVIII | R00-R99 | 다른 곳에서 분류되지 않은 증상, 징후 및 임상이나 연구에서의 비정상 발견 |
| XIX   | S00-T98 | 상해, 중독 및 외부 원인에 의한 특정 결과                                |
| XX    | V01-Y98 | 질병이나 사망의 외부적 원인                                             |
| XXI   | Z00-Z99 | 건강 상태에 영향을 미치는 원인들과, 보건 서비스와의 관계                |
| XXII  | U00-U99 | 특별 목적을 위한 코드                                                   |

## 같이 보기
- ICD-9
- DSM-5
- ICD-11
- WHO 필수 의약품 목록